# Edéa
Edéa (franska: Édéa) är en ort i Kamerun.   Den ligger i regionen Kustregionen, i den sydvästra delen av landet, 150 km väster om huvudstaden Yaoundé. Edéa ligger 27 meter över havet och antalet invånare är 203 149.
Terrängen runt Edéa är huvudsakligen platt. Edéa ligger nere i en dal. Trakten runt Edéa är ganska glesbefolkad, med 42 invånare per kvadratkilometer. Edéa är det största samhället i trakten. I omgivningarna runt Edéa växer i huvudsak städsegrön lövskog.